# The Peggies
The Peggies (japanisch ザ・ペギーズ, Hepburn: Za Pegiizu, stilisiert als the peggies) war eine japanische weibliche Rockband aus Kawasaki, Kanagawa. Die im Jahr 2011 gegründete Band stand bei Poppo Express unter Vertrag die derzeit mit Epic Records Japan assoziiert wird. Ihr Name leitet sich von dem weiblichen Namen „Peggy“ ab.
Am 8. Juli 2022 gab die Band bekannt, dass sie im September desselben Jahres auf unbestimmte Zeit eine Auszeit nehmen würde, nachdem ein Best-of-Album MMY und die letzte Tournee The Peggies Tour 2022 My White veröffentlicht worden waren.

## Mitglieder
- Yuuho Kitazawa (北澤ゆうほ) (geboren am 2. Dezember 1995 in Tokio, Japan) ist die Sängerin und Gitarristin der Band und verantwortlich für das Songschreiben, Komponieren und die Anordnung der Songs. Ihr Band-Spitzname ist Yuyūho.
- Makiko Ishiwata (石渡マキコ) (geboren am 27. August 1995 in Tokio, Japan) ist die Bassistin der Band. Ihr Spitzname ist Megamakiko.
- Miku Onuki (大貫みく) (geboren am 23. April 1995 in der Präfektur Kanagawa, Japan) ist die Schlagzeugerin der Band. Ihr Spitzname lautet Minimiku.

## Diskografie

### Alben
- 2014: Good Morning in Tokyo
- 2015: New Kingdom
- 2019: Hell like Heaven
- 2021: The Garden

### EPs
- 2015: PPEP1
- 2018: Super Boy! Super Girl!!
- 2021: Natsumeki Summer EP
- 2022: Anemone EP

### Singles
- 2016: Sputnik/Love Trip
- 2017: Dreamy Journey
- 2017: Baby!
- 2017: I 御中～文房具屋さんにあった試し書きだけで歌を作ってみました。 (I Onchu – Bunbouguyasanni Attata Tameshigakidakede Uta O Tukuttemimashita)
- 2018: It’s Your Fault
- 2019: Stand by Me
- 2020: Centimeter
- 2021: Footprints
- 2022: Highlight Highlight

## Tourneen
- 3.–17. Juni 2017: The Peggies Dreamy Journey Tour 2017 ~Wild Peggies Appeared!!!~
- 21. Februar – 25. März 2018: The Peggies Super boy! Super girl!! tour 2018 ~Supermarket Trip !!!~